# Dugo Selo Lukačko
Dugo Selo Lukačko falu Horvátországban Verőce-Drávamente megyében. Közigazgatásilag Lukácshoz tartozik.

## Fekvése
Verőce központjától légvonalban 7, közúton 10 km-re északkeletre, községközpontjától 2 km-re keletre, Nyugat-Szlavóniában, a Drávamenti-síkságon fekszik.

## Története
Miután 1684-ben Verőcét felszabadították a török uralom alól területe majdnem teljesen lakatlan volt és rengeteg szántóföld maradt műveletlenül. Ezért a bécsi udvar elhatározta, hogy a földeket a betelepítendő családok között osztja fel. Dugo Selo Lukačko és a szomszédos Lukács területére a németországi Wittenberg környékéről hoztak német telepeseket. A horvátok Kapronca, Kőrös és Szentgyörgyvár vidékéről jöttek. A lukácsi plébániát, ahova Dugo Selo is tartozott gróf Karlo Otton de Carafa alapította 1761-ben és ugyanebben az évben felépíttette a Szent Lukács evangélista tiszteletére szentelt templomukat is. A miséket német és horvát nyelven mondták. Az egyházi vizitáció szerint akkoriban 536 lélekkel Dugo Selo volt a plébánia legnépesebb települése.
Az első katonai felmérés térképén „Dorf Dugoszelo” néven találjuk. Lipszky János 1808-ban Budán kiadott repertóriumában „Dugoszello” néven szerepel. Nagy Lajos 1829-ben kiadott művében „Dugoszello” néven 93 házzal, 596 katolikus vallású lakossal találjuk. Verőce vármegye Verőcei járásának része volt.
A településnek 1857-ben 822, 1910-ben 1.256 lakosa volt. 1910-ben a népszámlálás adatai szerint lakosságának 86%-a horvát, 8%-a német, 4%-a magyar anyanyelvű volt. Az I. világháború után 1918-ban az új szerb-horvát-szlovén állam, majd később (1929-ben) Jugoszlávia része lett. 1991-ben 642 főnyi lakosságának 96%-a horvát nemzetiségű volt. 2011-ben falunak 570 lakosa volt.

## Lakossága
| Lakosság változása | Lakosság változása | Lakosság változása | Lakosság változása | Lakosság változása | Lakosság változása | Lakosság változása | Lakosság változása | Lakosság változása | Lakosság változása | Lakosság változása | Lakosság változása | Lakosság változása | Lakosság változása | Lakosság változása | Lakosság változása |
| ------------------ | ------------------ | ------------------ | ------------------ | ------------------ | ------------------ | ------------------ | ------------------ | ------------------ | ------------------ | ------------------ | ------------------ | ------------------ | ------------------ | ------------------ | ------------------ |
| 1857               | 1869               | 1880               | 1890               | 1900               | 1910               | 1921               | 1931               | 1948               | 1953               | 1961               | 1971               | 1981               | 1991               | 2001               | 2011               |
| 822                | 1.036              | 1.041              | 1.098              | 1.183              | 1.256              | 1.139              | 1.211              | 1.253              | 1.348              | 1.176              | 958                | 754                | 642                | 670                | 570                |

## Nevezetességei
A Szentháromság tiszteletére szentelt római katolikus kápolnája a falu közepén, a főutca déli oldalán áll. Egyhajós épület, szögletes szentéllyel, nagyméretű, félköríves ablakokkal. A piramis alakú toronysisakkal fedett harangtorony az északi főhomlokzat felett áll.

## Oktatás
A településen ma a gornje bazjei Ivan Goran Kovačić elemi iskola területi iskolája működik.
A falu iskolája 1905-ben épült fel és a következő évben meg is kezdődött a rendes tanítás, de az I. világháborúig az iskola látogatottsága még gyér volt. A II. világháború után 1946-ban kezdődött a rendes tanítás. 1955-ben az épületet bővítették. Az 1965/66-os tanévben integrálták a kisebb iskolákat a község központi iskolájába, mely Gornje Bazjén működött. Ma csak az alsó tagozat működik az épületben 3 tanítóval és 30-40 tanulóval.